# Frem (tidsskrift)
 For alternative betydninger, se Frem. (Se også artikler, som begynder med Frem)
Frem var et dansk ugeblad grundlagt af forlæggeren Ernst Bojesen fra Nordisk Forlag. Det udkom i første omgang 1897-1918; senere udgav Gyldendal en ny række af Frem mellem 1925 og 1928 med pædagogen Hans Anton Svane (1869-1948) og geologen Victor Christian Madsen som redaktører. 
Julius Schiøtt var bladets første redaktør. Han havde erfaring fra tidsskriftet Nordstjernen udgivet af Forlagsbureauet.  Schiøtt var dets redaktør til sin død 1910, hvor han blev efterfulgt af fysikeren Helge Holst (1871-1914). Anden række i 1920'erne havde pædagogen H.A. Svane (1869-1948) og geologen Victor Christian Madsen som redaktører.
Man brugte oplysningens parole "Kundskab er magt" (se billedet) og det lykkedes at skabe et format der kunne opnå store oplagstal. Det udkom også i Norge, i Sverige med navnet Ljus.
M.K. Nørgaard (1891-1969) skrev i Bogvennen 1948 om sit møde med Frem som 6-årig: 
"... Der var ikke mange bøger, en lille reol med aviser og en enkelt række bøger, men man lånte bøger, nærmest de nyere skønlitterære, i et lejebibliotek, og så kom man til fra begyndelsen, dvs. ca. 1897 − da jeg var 6 år − at holde Frem (det rigtige gamle Frem), og hver uge kom der så nogle sider med text og billeder (også farvetryk), som jeg simpelthen slugte og imødeså med utålmodig spænding. Det var Dreyers Naturfolkenes Liv, Walter Scotts Ivanhoe, Dickens' Oliver Twist, Rists En Rekrut fra 64 med flere. Det blev hos os, som sikkert i talrige andre hjem, begyndelsen til en bogsamling og af overordentlig betydning, også i snævreste forstand, for mig, hvem omslaget Vor Jord tilfaldt. Jeg nåede aldrig at få bragt hverken udgiveren, Ernst Bojesen, eller redaktøren, Julius Schiøtt, min tak, for ideen var på det tidspunkt helt rigtig og klogt realiseret; man havde virkelig en følelse af at få noget for de 10 øre om ugen. Og så den fryd at læse bøgerne en gang til, ja mange gange, når de var blevet bundet ind og virkede som nye... "